# Cleopa Msuya
Cleopa Msuya, né le 4 janvier 1931 à Chomvu (Tanganyika) et mort le 7 mai 2025 à Dar es Salam (Tanzanie), est un homme d'État tanzanien. Il est Premier ministre de Tanzanie de 1980 à 1983 et de 1994 à 1995.

## Biographie

### Jeunesse, formation et débuts
Cleopa David Msuya naît le 4 janvier 1931 à Chomvu dans le Tanganyika, alors un territoire sous mandat britannique. Après avoir terminé ses études au Tanganyika en 1955, il se rend à Londres pour obtenir un Bachelor of Arts en histoire, géographie et science politique. 
Après des études à l'université de Bukere de 1952 à 1955, il travaille pour le développement social et communautaire dans les zones rurales, de 1956 à 1964.

### Carrière politique
Cleopa Msuya entame ensuite une carrière de haut fonctionnaire, étant de 1964 à 1972 secrétaire permanent dans plusieurs ministères de la nouvellement établie Tanzanie. Il représente la Tanzanie au sein de plusieurs organisations internationales, comme la Banque internationale pour la reconstruction et le développement (BIRD), le Fonds monétaire international et l'Organisation mondiale du commerce. Le 18 février 1972, il est élu pour la première fois député au sein de l'Assemblée nationale, en étant en parallèle ministre des Finances. Il est réélu le 3 novembre 1975 et reste ministre, chargé du portefeuille de l'Industrie. 
Réélu à nouveau à l'Assemblée nationale en novembre 1980, Cleopa Msuya devient également Premier ministre de Tanzanie le 7 novembre 1980, fonction qu'il occupe jusqu'au 23 février 1983. Il est ensuite ministre des Finances de février 1983 à décembre 1990. Il est aussi, de mars 1990 à décembre 1994, ministre de l'Industrie et du Commerce. Cleopa Msuya redevient Premier ministre le 5 décembre 1994, avant de quitter ses fonctions le 27 novembre 1995 pour redevenir un simple membre du Parlement. 
En 2000, il prend sa retraite et quitte la vie politique, mais continue à exercer des activités de développement à l'échelle locale.

### Fin de vie
Le 23 octobre 2019, Cleopa Msuya, à l'âge de 88 ans, est nommé chancelier de l'Institut Ardhi par le président de la république unie de Tanzanie. Il meurt des suites de complications cardiaques le 7 mai 2025 à l'âge de 94 ans dans un hôpital de Dar es-Salaam.